# Paropioxys chopardi
Paropioxys chopardi är en insektsart som beskrevs av Victor Lallemand 1950. Paropioxys chopardi ingår i släktet Paropioxys och familjen Eurybrachidae. Inga underarter finns listade i Catalogue of Life.